# Kompaktní hvězda

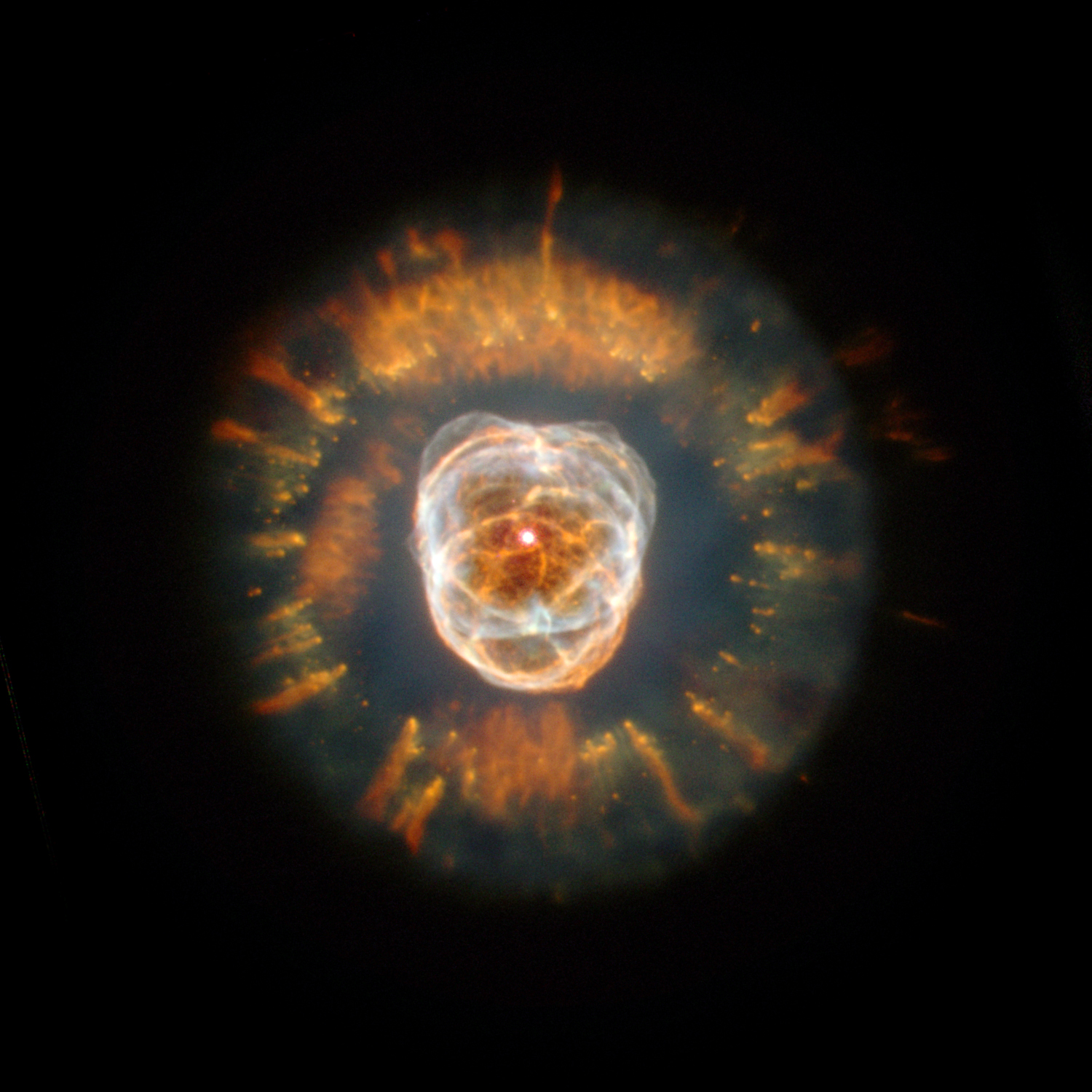
Mlhovina NGC 2392 kolem bílého trpaslíka

Kompaktní hvězda je termín užívaný v astronomii pro objekty s vysokou hustotou jako bílé trpaslíky, neutronové hvězdy, černé díry a další exotické pevné hvězdy.
Většina kompaktních hvězd je v závěrečném stádiu hvězdného vývoje a jsou tak označovány jako hvězdné zbytky. Tento zbytek závisí hlavně na původní hmotnosti dané hvězdy. Tyto hvězdy mají velmi velkou hustotu. Jsou totiž navzdory své malé velikosti velmi těžké. Termín kompaktní hvězda se často užívá pro hvězdy, u kterých neznáme přesnou povahu a zároveň má malý poloměr. Všechny kompaktní hvězdy, kromě černé díry, mohou být též nazývány jako degenerované hvězdy.

## Kompaktní hvězdy jako konečný bod hvězdného vývoje
Kompaktní hvězdy jsou obvykle koncovým bodem hvězdného vývoje. Atomy vodíku pod nesmírným tlakem gravitační síly hvězdy projdou jadernou fúzí, čímž se snižuje hmotnost a velikost hvězdy. Ve snaze ochladit se, hvězda vyzařuje světelnou energii. Tato ztráta hmotnosti a energie způsobuje snížení gravitační potenciální energie. Hvězda se zmenšuje a zároveň zvyšuje vnitřní gravitační sílu, která zpočátku způsobila jadernou fúzi. Tento cyklus pokračuje do doby, kdy tlak plynu v horkých místech již neunese váhu hvězdy. Hvězda tak získá jevem, kterému se říká hvězdný kolaps, mnohem větší hustotu. Kompaktní hvězdy sice neumí vnitřně vytvářet energii, avšak mohou vyzařovat světlo z přebytečného tepla ještě miliony let od hvězdného kolapsu.